# Rodolfo Montejano
Rodolfo Montejano (geboren 1939 in Santa Ana) ist ein amerikanischer Rechtsanwalt mexikanischer Abstammung. Er war von 1972 bis 1973 Mitglied der Interstate Commerce Commission und von 1975 bis 1977 Mitglied des Aufsichtsrates der Legal Services Corporation.

## Leben
Rodolfo Montejano ist der Sohn mexikanischer Einwanderer in die Vereinigten Staaten. Er besuchte die örtlichen Schulen (Delhi School, Lathrop Junior High, Santa High School) in Santa Ana. Anschließend studierte an der University of California in Berkeley und erlangte 1960 den Bachelor in Geschichte. Danach diente er zwei Jahre im Army Intelligence Corps. Anschließend studierte er an der Boalt Hall School of Law in Berkeley Jura und erlangte 1966 seinen Abschluss.
Nach dem Studium begann er bis 1971 im Büro des Staatsanwaltes von Kalifornien zu arbeiten. Danach war er als Anwalt tätig.
Daneben legte er sein politisches Augenmerk auf die Bildungspolitik. 1967 wurde er in das Board of Education der Stadt Santa Ana (Santa Ana Unified School District) gewählt, ab 1970 war er dessen Präsident. 1970 scheiterte sein Versuch in den Aufsichtsrat der Rechtsfakultät der UC Berkeley gewählt zu werden. 1971 wurde er in den neu gebildeten Aufsichtsrat des Rancho Santiago Community College District gewählt. Mit seiner langjährigen Tätigkeit im Bildungsbereich legte er die Basis für seinen hohen Einfluss in der Politik in der stark von Einwanderern aus Lateinamerika geprägten Stadt. Schnell galt er als „graue Eminenz“.
Am 14. Juni 1972 nominierte Richard Nixon den Demokraten überraschend als Nachfolger für den vakanten Sitz von Laurence K. Walrath in der Interstate Commerce Commission mit einer restlichen Amtszeit bis zum 31. Dezember 1972. Die Nominierung war insofern nicht nachvollziehbar, da Montejano bisher über keinerlei Erfahrung im Verkehrsbereich verfügte. Es gab die Vermutung, dass er auf Grund seiner lateinamerikanischen Abstammung ausgewählt wurde. Anfang Oktober 1972 verweigerte der US-Senat die Bestätigung. Am 1. November 1972 wurde Montejano von Nixon kommissarisch in das Amt eingesetzt. Am 3. November 1972 legte er seinen Amtseid ab. Eine erneute Nominierung erfolgte jedoch nicht und er schied am 2. März 1973 aus dem Amt aus. Sein Nachfolger wurde A. Daniel O’Neal.
Ende 1974 wurde er für den Aufsichtsrat der neu geschaffenen Legal Services Corporation vorgeschlagen. Die Bestätigung durch den US-Senat erfolgte am 9. Juli 1975. Die Tätigkeit endete turnusgemäß 1977.
Danach arbeitete er wieder als Anwalt in Santa Ana und war weiterhin im Rancho Santiago Community College District als Aufsichtsrat tätig. Ab 1983 wechselte er von der Demokratischen Partei zur Republikanischen Partei und unterstützte den Wahlkampf von Ronald Reagan. 1984 war er Mitbegründer und Aufsichtsratsvorsitzender des Santiago Clubs, eines Vereins zur Förderung der lateinamerikanischen Kultur und Kunst.
1990 wurde Montejano der Beihilfe zur Bestechlichkeit verdächtigt und aufgefordert seinen Sitz im Aufsichtsrat des Schulbezirkes aufzugeben. Im September 1990 zog er sich aus dem Santiago Club und im September 1991 aus dem Aufsichtsrat des Schulbezirkes zurück. 1991 zog er mit seiner Familie von Santa Ana nach Evansville (Indiana).
Im Februar 1992 wurde er zu Schadenersatzzahlungen in Höhe von 1,7 Millionen Dollar verurteilt.
Montejano war zweimal verheiratet. Aus seiner ersten Ehe hat er drei Kinder und aus seiner zweiten Ehe ein Kind.